# Miksa Gandolf salzburgi érsek

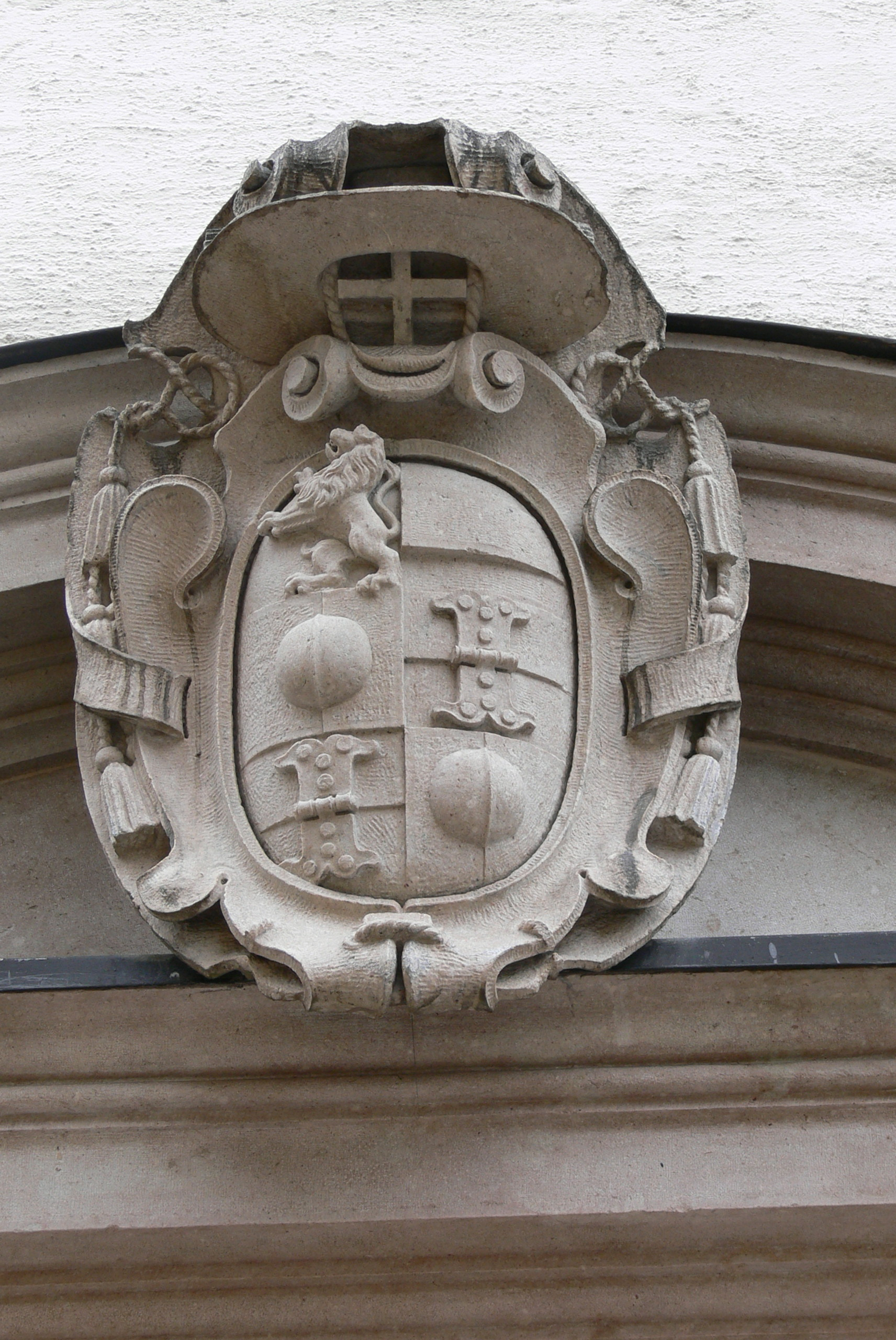
Max Gandolf von Kuenburg címere a loferi plébániatemplomon

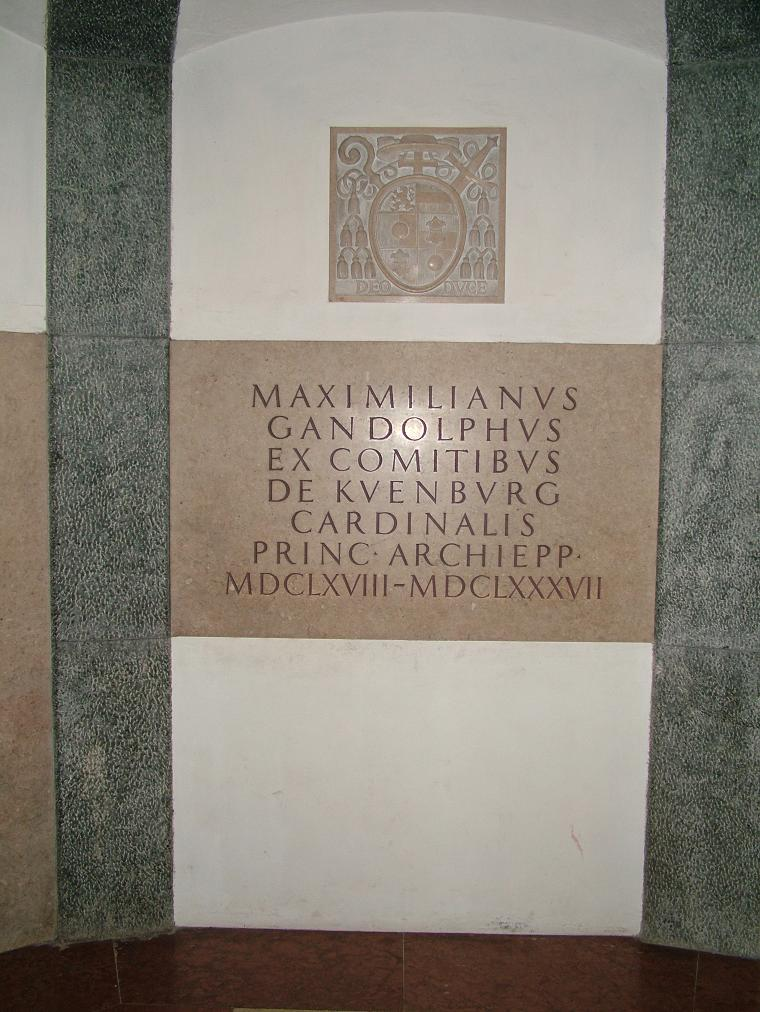
Kuenburg bíboros kriptája a salzburgi dómban

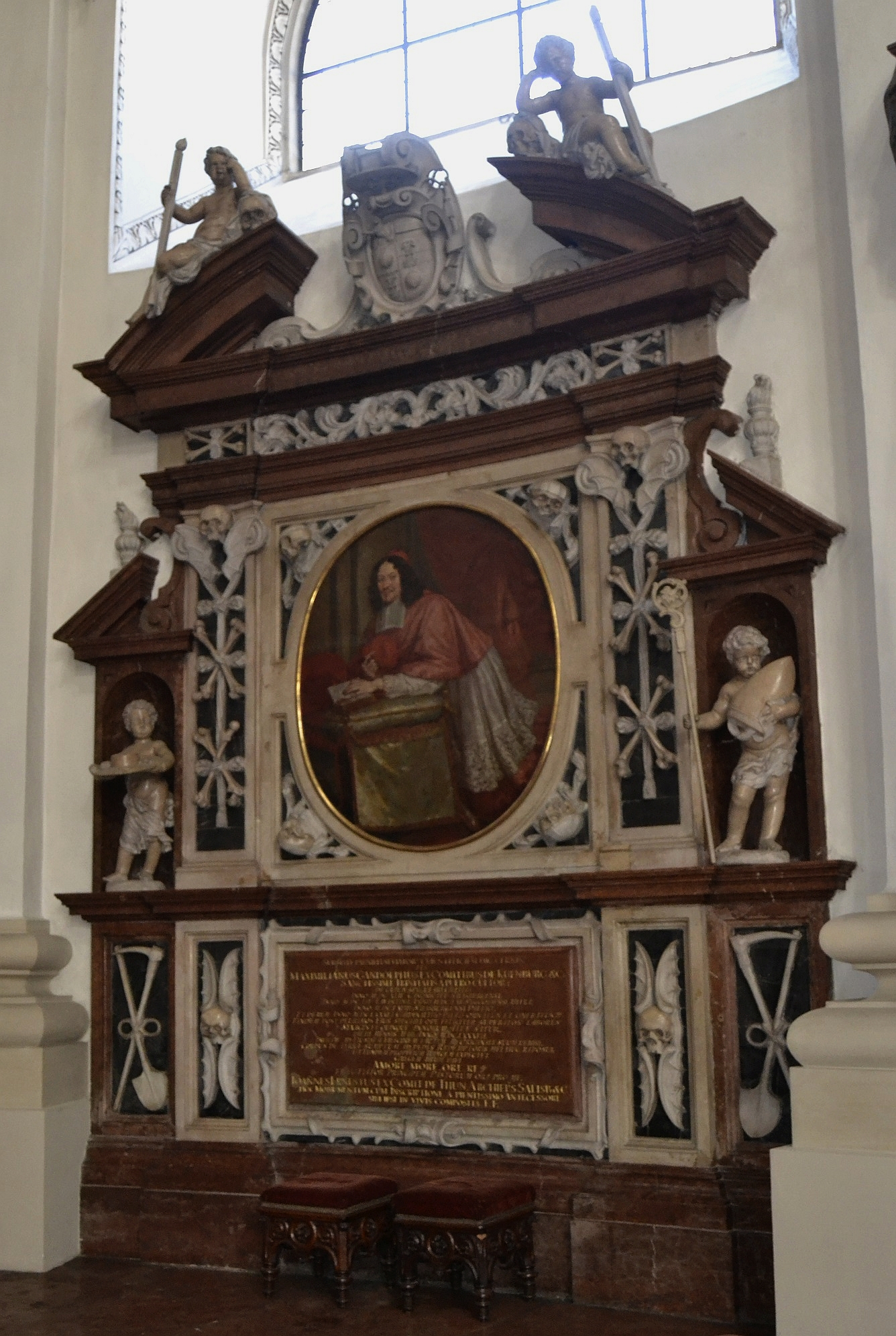
Kuenburg bíboros emlékműve a salzburgi dómban

Maximilian Gandolf Graf von Kuenburg (Gandolph; 1665-ig Freiherr von Kuenburg) (Graz, 1622. október 30. – Salzburg, 1687. május 3.) 1668. december 8-tól 1687. május 3-ig salzburgi érsek (a harmadik Kuenburg ebben a hivatalban) és bíboros.

## Élete
Fiatalkorában Grazban és a római Collegium Germanicumban tanult. Különféle intézkedéseket kezdeményezett az ellenreformáció jegyében: megalapította a seekircheni apátságot (1679), felépíttette az Őstemplomot (az első zarándoktemplom) a Mária Alföldön, létrehozta az udvari könyvtárat és megalapította a halleini Ágoston-rendi kolostorokat (Augustinerkloster Hallein) és Tittmoning (Allerheiligenkirche), valamint a salzburgi theatinusokét. Felújíttatta a salzburgi Imberg-templomot, valamint megépíttette az Erhard- és a Kajetan-templomot. Világi tekintélyelvű uralkodóként rengeteg irányelvet és rendeletet adott ki, például:
- A salzburgi tűzoltórendelet (1677) Salzburg város kéményseprésével évente négy alkalommal,
- a heti egyszeri utcatakarítás rendje, az árnyékszékek közterületre való kiürítésének tilalma stb. A szennyvízelvezetőket be kellett fedni és a szennyvizet föld alatti csöveken patakokba, folyókba kellett vezetni, az árnyékszékeket csak éjszaka lehetett üríteni, a közszökőkutakat nem volt szabad szennyezni.
- Az Almosenordnung (1678), beleértve a „koldusnyilvántartást” (csak nagyon idős és beteg emberek koldulhattak, bárcával), a koldusok nagy száma elleni küzdelem jegyében.
- a pihenés és a biztonság szabályai,
- a fertőzések elleni rendelet (1679)
- a kínzás és a polgári perrendtartás a „rendkívül kínos kérdésfeltevés” pontos alkalmazását és a kínzás szabályozását is szolgálta.

Max Gandolf magas szintű intoleranciát mutatott, és szilárdan ragaszkodott a római katolikus egyház hagyományaihoz, bár nepotizmusa is közismert.

## A protestánsok kiűzése
Munkásságát gyakran rendkívül kritikusan kell szemlélni: ő hajtotta végre a protestáns dürrnbergi bányászok kiűzését vezetőjükkel Joseph Schaitbergerrel és a Defereggen-exulánsokkal.

## Boszorkányüldözés
Az 1675 és 1690 közötti években Max Gandolf von Kuenburg 153 embert végeztetett ki a főegyházmegye varázslófiús pereiben állítólagos varázslás és boszorkányság miatt, többségük gyermek és fiatalkorú volt. Ezzel a megközelítéssel a „koldulás” (vagyis a legszegényebbek koldulása) ellen is a maga módján akart küzdeni. A vádlottak szinte valamennyien koldusok, csavargók vagy egyéb nélkülözők voltak. A vallomásokat kínzással csikarták ki. A hangsúly Barbara Koller és fia, Jakob Koller, Schinderjackl perén volt. A „Bűvész Jackl” sok fiatalt „vérközösségbe” gyűjtött maga köré. Salzburg városában a vádlott koldusfiúkat 1678–79-ben is a salzburgi Boszorkánytoronyban tartották fogva a börtönök túlzsúfoltsága miatt. Maguk a kivégzések szinte mindegyike a vesztőhelyen, Salzburg-Gneisben történt. Az ördög gyermekei című drámájában Felix Mitterer ezekkel a bírósági perekkel foglalkozik.
Az utolsó boszorkányperre Salzburg földjén Max Gandolf Kuenburg 1750-es halála után került sor. A Mühldorf am Inn-i Maria Pauer nevű szobalányt 1750-ben letartóztatták, és ugyanabban az évben kivégezték mint „az utolsó salzburgi boszorkányt” Salzburg-Gneisben. A vesztőhelyen ma sincs kereszt vagy emlékkő a számos kivégzés emlékére.

## Halála
Kuenburg érsek 1687. május 3-án agytályogban halt meg. Holttestét ónkoporsóban temették el a salzburgi székesegyház kriptájában, szíve és belső szervei pedig a Mária Alföld-i zarándokbazilikába kerültek. A temetési zenét Heinrich Ignaz Franz Biber szerezte.

## További életrajzi adatok
- 1644-ben Salzburgban kanonok lett.
- 1647-ben templomnagy lett.
- 1665-ben I. Lipót császár grófi rangra emelte.
- 1668. július 30-án érsekké választották. A palliumot december 8-án kapta meg.
- 1681-ben Feuerbasteit és Kaplanstöcklt építtetett a Hohensalzburg-erődre.
- Bécs 1683-as ostromakor 800 katonából álló kontingenst, valamint fegyvert, lőszert és készpénzt küldött a védők támogatására.
- 1686. szeptember 2-án XI. Ince pápa bíborossá kreálta.

## Fordítás
- Ez a szócikk részben vagy egészben  a   Max Gandolf von Kuenburg című német Wikipédia-szócikk ezen változatának fordításán alapul.  Az eredeti cikk szerkesztőit annak laptörténete sorolja fel. Ez a jelzés csupán a megfogalmazás eredetét és a szerzői jogokat jelzi, nem szolgál a cikkben szereplő információk forrásmegjelöléseként.